# Eva De Roo
Eva De Roo (Reet, 4 februari 1988) is een Vlaamse radiopresentatrice voor Studio Brussel.
De Roo studeerde aan het RITCS. Ze begon haar carrière bij radiozender Studio Brussel in het voorjaar van 2013, samen met collega's Kim Muylaert (die ook bij Studio Brussel werkte), Annelies Moons en Ann Van Renterghem, in het programma The Wild Bunch (ook wel Studio Dada genoemd), een nachtprogramma dat jong opkomend radiotalent de kans geeft om zich te bewijzen. Hiervoor volgde De Roo een opleiding Toegepaste Taalkunde aan de Universiteit van Gent. Sindsdien werkt ze bij de zender als vaste presentatrice.
In 2014 maakte ze deel uit van het team dat in samenwerking tussen Studio Brussel, Eén en Tomorrowland het multimediale The people of tomorrow bracht waarbij zij het luik met het radioprogramma verzorgde, en was eerder al sidekick van Vincent Byloo waarbij ze onder meer een aantal interviews voor haar rekening nam. Ze presenteerde van september 2015 tot 2016 elke werkdagavond tussen 18 en 19 uur het verzoekplatenprogramma Drops waar de luisteraars via een eigen app muziek aan locaties verbinden, vanaf september 2016 verzorgde ze elke werkdag tussen 16 en 18 uur het avondblok. Tot mei 2018 was dit samen met Vincent Byloo in Byloo & De Roo, sindsdien in een programma met haar eigen naam. Vanaf december 2015 presenteerde ze ook jaarlijks in de week voor Kerst De Warmste Week voor Music For Life. 
Ze speelde in 2016 mee in het programma De Slimste Mens ter Wereld 2016 op VIER. Hierin wist ze negen opeenvolgende afleveringen te overleven. Ze kon echter geen tiende keer deelnemen, omdat de finaleweken van start gingen. In die finaleweken slaagde ze erin om de finale-aflevering te bereiken. Daarin verloor ze uiteindelijk het finalespel van Gilles Van Bouwel. In 2022 nam ze deel aan De Allerslimste Mens ter Wereld waar ze na 3 opeenvolgende afleveringen afviel.
Vanaf 2022 presenteerde ze van januari tot juni haar programma op StuBru met Xander De Rycke op weekdagen vanaf 16 uur, dit programma droeg dan de naam De Roo & De Rycke.

## Privé
De Roo trouwde in mei 2019 met Black Box Revelation-muzikant Jan Paternoster, met wie ze twee zonen heeft.